# جام در جام اروپا ۶۷–۱۹۶۶
فصل ۶۷–۱۹۶۶، از مسابقات فوتبال جام برندگان جام اروپا، با برتری ۱ بر ۰ بایرن مونیخ مقابل رنجرز در فینال این رقابت‌ها و در وقت اضافه، در ورزشگاه فرانکن به پایان رسید. بایرن مونیخ برای نخستین بار فاتح این رقابت‌ها شد.

## دور مقدماتی
| تیم #۱ | در مجموع. | تیم #۲                      | دور رفت               | دور برگشت             |
| ------ | --------- | --------------------------- | --------------------- | --------------------- |
| Valur  | 2–9       | باشگاه فوتبال استاندارد لیژ | 1–1 (گزارش) (گزارش ۲) | 1–8 (گزارش) (گزارش ۲) |

## دور اول
| تیم #۱                          | در مجموع. | تیم #۲                        | دور رفت               | دور برگشت             |
| ------------------------------- | --------- | ----------------------------- | --------------------- | --------------------- |
| OFK Beograd                     | 1–6       | باشگاه فوتبال اسپارتاک مسکو   | 1–3 (گزارش) (گزارش ۲) | 0–3 (گزارش) (گزارش ۲) |
| باشگاه فوتبال راپید وین         | 9–3       | باشگاه فوتبال گالاتاسرای      | 4–0 (گزارش) (گزارش ۲) | 5–3 (گزارش) (گزارش ۲) |
| باشگاه فوتبال شامروک روورز      | 8–2       | Spora Luxembourg              | 4–1 (گزارش) (گزارش ۲) | 4–1 (گزارش) (گزارش ۲) |
| TJ Tatran Prešov                | 3–4       | باشگاه فوتبال بایرن مونیخ     | 1–1 (گزارش) (گزارش ۲) | 2–3 (گزارش) (گزارش ۲) |
| باشگاه فوتبال فیورنتینا         | 3–4       | باشگاه فوتبال دیوری ای‌تی‌او    | 1–0 (گزارش) (گزارش ۲) | 2–4 (گزارش) (گزارش ۲) |
| باشگاه فوتبال آ. ا. ک آتن       | 2–4       | باشگاه ورزشی براگا            | 0–1 (گزارش) (گزارش ۲) | 2–3 (گزارش) (گزارش ۲) |
| باشگاه فوتبال شیمی لایپزیگ ۱۹۵۰ | 5–2       | باشگاه فوتبال لگیا ورشو       | 3–0 (گزارش) (گزارش ۲) | 2–2 (گزارش) (گزارش ۲) |
| باشگاه فوتبال استاندارد لیژ     | 6–1       | باشگاه فوتبال آپولون لیماسول  | 5–1 (گزارش) (گزارش ۲) | 1–0 (گزارش) (گزارش ۲) |
| باشگاه فوتبال سروت ۱۸۹۰         | 3–2       | ÅIFK Turku                    | 1–1 (گزارش) (گزارش ۲) | 2–1 (گزارش) (گزارش ۲) |
| Floriana                        | 1–7       | باشگاه فوتبال اسپارتا روتردام | 1–1 (گزارش) (گزارش ۲) | 0–6 (گزارش) (گزارش ۲) |
| باشگاه فوتبال استراسبورگ        | 2–1       | باشگاه فوتبال استوا بخارست    | 1–0 (گزارش) (گزارش ۲) | 1–1 (گزارش) (گزارش ۲) |
| باشگاه فوتبال سوانزی سیتی       | 1–5       | Slavia Sofia                  | 1–1 (گزارش) (گزارش ۲) | 0–4 (گزارش) (گزارش ۲) |
| Glentoran F.C.                  | 1–5       | باشگاه فوتبال رنجرز           | 1–1 (گزارش) (گزارش ۲) | 0–4 (گزارش) (گزارش ۲) |
| باشگاه فوتبال بروسیا دورتموند   | Bye       |                               | n/a                   | n/a                   |
| Skeid Football                  | 4–5       | باشگاه فوتبال رئال ساراگوسا   | 3–2 (گزارش) (گزارش ۲) | 1–3 (گزارش) (گزارش ۲) |
| Aalborg BK                      | 1–2       | باشگاه فوتبال اورتون          | 0–0 (گزارش) (گزارش ۲) | 1–2 (گزارش) (گزارش ۲) |

## دور دوم
| تیم #۱                          | در مجموع.                      | تیم #۲                        | دور رفت               | دور برگشت             |
| ------------------------------- | ------------------------------ | ----------------------------- | --------------------- | --------------------- |
| باشگاه فوتبال اسپارتاک مسکو     | 1–2                            | باشگاه فوتبال راپید وین       | 1–1 (گزارش) (گزارش ۲) | 0–1 (گزارش) (گزارش ۲) |
| باشگاه فوتبال شامروک روورز      | 3–4                            | باشگاه فوتبال بایرن مونیخ     | 1–1 (گزارش) (گزارش ۲) | 2–3 (گزارش) (گزارش ۲) |
| باشگاه فوتبال دیوری ای‌تی‌او      | 3–2                            | باشگاه ورزشی براگا            | 3–0 (گزارش) (گزارش ۲) | 0–2 (گزارش) (گزارش ۲) |
| باشگاه فوتبال شیمی لایپزیگ ۱۹۵۰ | 2–2(قانون گل زده در خانه حریف) | باشگاه فوتبال استاندارد لیژ   | 2–1 (گزارش) (گزارش ۲) | 0–1 (گزارش) (گزارش ۲) |
| باشگاه فوتبال سروت ۱۸۹۰         | 2–1                            | باشگاه فوتبال اسپارتا روتردام | 2–0 (گزارش) (گزارش ۲) | 0–1 (گزارش) (گزارش ۲) |
| باشگاه فوتبال استراسبورگ        | 1–2                            | Slavia Sofia                  | 1–0 (گزارش) (گزارش ۲) | 0–2 (گزارش) (گزارش ۲) |
| باشگاه فوتبال رنجرز             | 2–1                            | باشگاه فوتبال بروسیا دورتموند | 2–1 (گزارش) (گزارش ۲) | 0–0 (گزارش) (گزارش ۲) |
| باشگاه فوتبال رئال ساراگوسا     | 2–1                            | باشگاه فوتبال اورتون          | 2–0 (گزارش) (گزارش ۲) | 0–1 (گزارش) (گزارش ۲) |

## یک‌چهارم نهایی
| تیم #۱                     | در مجموع.       | تیم #۲                      | دور رفت               | دور برگشت             |
| -------------------------- | --------------- | --------------------------- | --------------------- | --------------------- |
| باشگاه فوتبال راپید وین    | 1–2 (وقت اضافه) | باشگاه فوتبال بایرن مونیخ   | 1–0 (گزارش) (گزارش ۲) | 0–2 (گزارش) (گزارش ۲) |
| باشگاه فوتبال دیوری ای‌تی‌او | 2–3             | باشگاه فوتبال استاندارد لیژ | 2–1 (گزارش) (گزارش ۲) | 0–2 (گزارش) (گزارش ۲) |
| باشگاه فوتبال سروت ۱۸۹۰    | 1–3             | Slavia Sofia                | 1–0 (گزارش) (گزارش ۲) | 0–3 (گزارش) (گزارش ۲) |
| باشگاه فوتبال رنجرز        | 2–2 (شیر یا خط) | باشگاه فوتبال رئال ساراگوسا | 2–0 (گزارش) (گزارش ۲) | 0–2 (گزارش) (گزارش ۲) |

## نیمه‌نهایی
| تیم #۱                    | در مجموع. | تیم #۲                      | دور رفت | دور برگشت |
| ------------------------- | --------- | --------------------------- | ------- | --------- |
| باشگاه فوتبال بایرن مونیخ | 5–1       | باشگاه فوتبال استاندارد لیژ | 2–0     | 3–1       |
| Slavia Sofia              | 0–2       | باشگاه فوتبال رنجرز         | 0–1     | 0–1       |

## فینال
| باشگاه فوتبال بایرن مونیخ | ۱–۰ (وقت اضافه)     | باشگاه فوتبال رنجرز |
| ------------------------- | ------------------- | ------------------- |
| Roth ۱۰۹'                 | Evening Times گزارش |                     |